# Madagaskar i olympiska sommarspelen 1984
Madagaskar deltog med 5 deltagare vid de olympiska sommarspelen 1984 i Los Angeles. Ingen av landets deltagare erövrade någon medalj.

## Friidrott
Herrarnas 400 meter
- Arsene Randriamahazoman
  - Heat — 48,86 (→ gick inte vidare)

Herrarnas maraton
- Jules Randrianarivelo — 2:43:05 (→ 72:a plats)